# Titularbistum Faustinopolis
Faustinopolis (ital.: Faustinopoli) ist ein Titularbistum der römisch-katholischen Kirche.
Es geht zurück auf einen untergegangenen Bischofssitz in der gleichnamigen antiken Stadt, die in der römischen Provinz Cappadocia Secunda im Zentrum Kleinasiens lag. Der Bischofssitz war der Kirchenprovinz Tyana zugeordnet.
| Titularbischöfe von Faustinopolis |                     |                                                |                 |                |
| Nr.                               | Name                | Amt                                            | von             | bis            |
| 1                                 | Louis Janssens CICM | Apostolischer Vikar von Jehol (Republik China) | 7. Juli 1922    | 11. April 1946 |
| 2                                 | Bernard Czapliński  | Weihbischof in Chelmno (Polen)                 | 20. Januar 1948 | 16. März 1973  |